# Catharosia
Catharosia – rodzaj muchówek z rodziny rączycowatych (Tachinidae).

## Wybrane gatunki
- C. albisquama (Villeneuve, 1932)[2]
- C. calva (Coquillett, 1910)[1]
- C. claripennis Kugler, 1977[2]
- C. flavicornis (Zetterstedt, 1859)[2]
- C. frontalis (Smith, 1917)[1]
- C. lustrans (Reinhard, 1944)[1]
- C. minuta (Townsend, 1915)[1]
- C. nebulosa (Coquillett, 1897)[1]
- C. pygmaea (Fallén, 1815)[2]